# Frankenthal Hauptbahnhof
Frankenthal Hauptbahnhof – stacja kolejowa we Frankenthal (Pfalz), w regionie Nadrenia-Palatynat, w Niemczech. Obecnie jest jedyną stacją w mieście, ale w trakcie realizacji jest nowy przystanek Frankenthal Süd, będący częścią systemu S-Bahn Rhein-Neckar.
Według klasyfikacji Deutsche Bahn, stacja posiada kategorię 4.

## Położenie

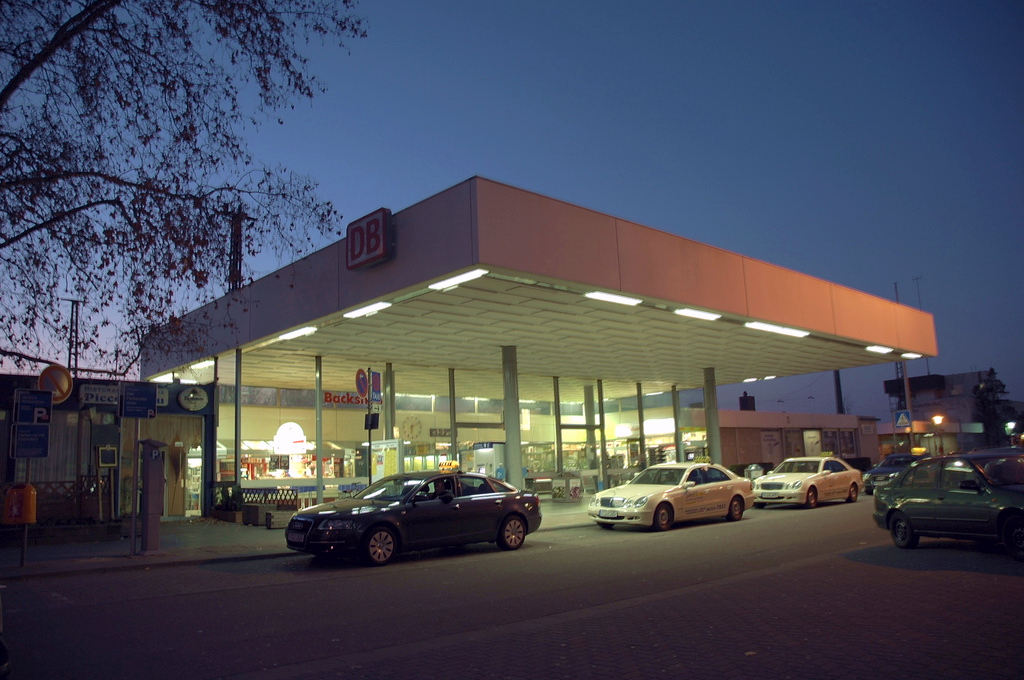
Główny budynek dworca

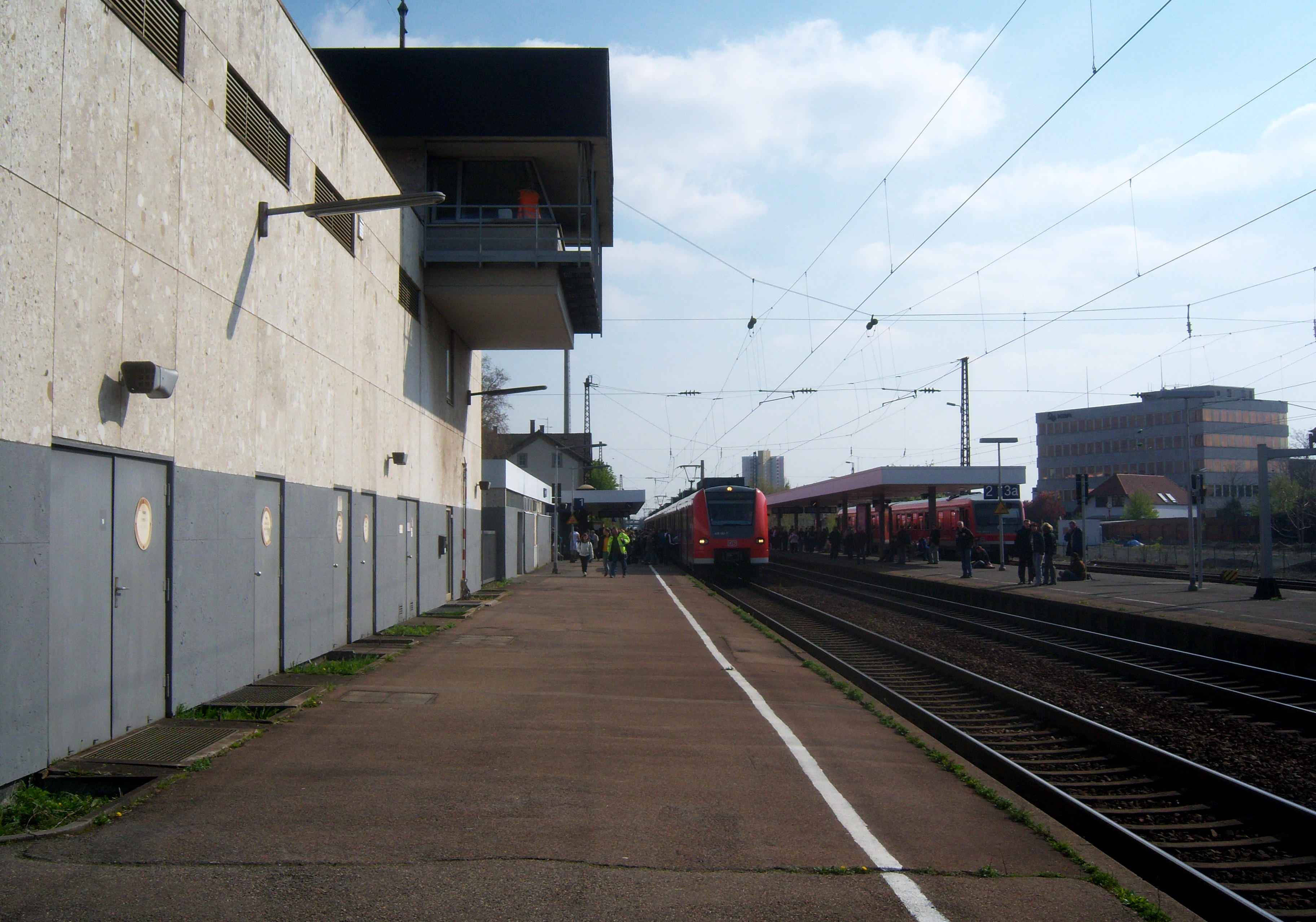
Widok na perony (rok 2008)

Dworzec kolejowy położony jest w centrum miasta Frankenthal (Pfalz). Znajduje się na linii Mainz – Ludwigshafen oraz jest stacją końcową dla linii z Freinsheim. Na stacji znajduje się piekarnia, kiosk i poczekalnia.

## Historia
W listopadzie 1853 roku otwarto tor przez Pfälzische Ludwigsbahn od granicy Hesji do Frankenthal (Pfalz). Tak więc, stacja kolejowa Frankenthal została zbudowana pierwotnie jako tymczasowa. Już w 1860 roku linia między Wormacją i Ludwigshafen została rozbudowana do podwójnego toru. Oficjalna inauguracja głównego dworca Frankenthal odbyła się ostatecznie 15 listopada 1870. Od 15 października 1877 otwarto połączenie Freinsheim-Frankenthal.
Od 1890 do 1939 istniała wąskotorowa kolej palatyńska, kursująca od dworca w kierunku do Großkarlbach (1891-1939) i w kierunku Ludwigshafen (1890-1933) z. Na południe od dworca było połączenie pomiędzy koleją wąskotorową i normalnotorową w celu przewozów towarów.

## Architektura
Pierwszy budynek dworca, który został otwarty w 1870 roku z łukowymi oknami i wieżą zegarową był bardzo podobny do budynku dawnej stacji czołowej Ludwigshafen. Po zniszczeniach II wojny światowej, nowy budynek został wybudowany w stylu lat 50.

## Przebudowa
Przebudowę dworca rozpoczęto w 2014 roku: perony podniesiono do wysokości 76 cm, a budynek dworca został przebudowany.

## Linie kolejowe
- Mainz – Ludwigshafen
- Freinsheim – Frankenthal